# Adam Duvall
Adam Lynn Duvall (ur. 4 września 1988) – amerykański baseballista występujący na pozycji lewozapolowego i pierwszobazowego w Atlanta Braves.

## Przebieg kariery

### College
Duvall grał w college baseball na Western Kentucky University (2007), Chipola College (2008) i University of Louisville, gdzie w latach 2009–2010 reprezentował barwy drużyny Louisville Cardinals. W sezonie 2009 uzyskał średnią 0,328 i został wybrany do trzeciego składu All-Big East.

### San Francisco Giants
W czerwcu 2010 został wybrany w 11. rundzie draftu przez San Francisco Giants. Zawodową karierę rozpoczął w Salem-Keizer Volcanoes (poziom Class A-Short Season), następnie w 2011 grał w Augusta GreenJackets (Class A). Sezon 2012 spędził w San Jose Giants (Class A-Advanced), a 2013 w Richmond Flying Squirrels (Double-A). Sezon 2014 rozpoczął we Fresno Grizzlies (Triple-A). 
25 czerwca 2014 został powołany do składu San Francisco Giants i dzień później zadebiutował w Major League Baseball w meczu przeciwko Cincinnati Reds, w którym zdobył home runa. W 2015 grał w Sacramento River Cats (Triple-A). W lipcu 2015 zdobył 10 home runów, zaliczył 31 RBI i został wybrany najlepszym graczem miesiąca Pacific Coast League.

### Cincinnati Reds
30 lipca 2015 w ramach wymiany zawodników przeszedł do Cincinnati Reds, po czym został odesłany do Louisville Bats (Triple-A). W barwach nowego zespołu zadebiutował 31 sierpnia 2015 w meczu przeciwko Chicago Cubs na Wrigley Field, w którym zdobył home runa w swoim pierwszym podejściu do odbicia. W lipcu 2016 został po raz pierwszy powołany do NL All-Star Team.
18 kwietnia 2017 w meczu przeciwko Baltimore Orioles zdobył swojego pierwszego grand slama w MLB.

### Atlanta Braves
30 lipca 2018 w ramach wymiany zawodników przeszedł do Atlanta Braves.

## Nagrody i wyróżnienia
| Nagroda/wyróżnienie | Lata | Źródło |
| All-Star            | 2016 | [ 7 ]  |